# Turma da Colina

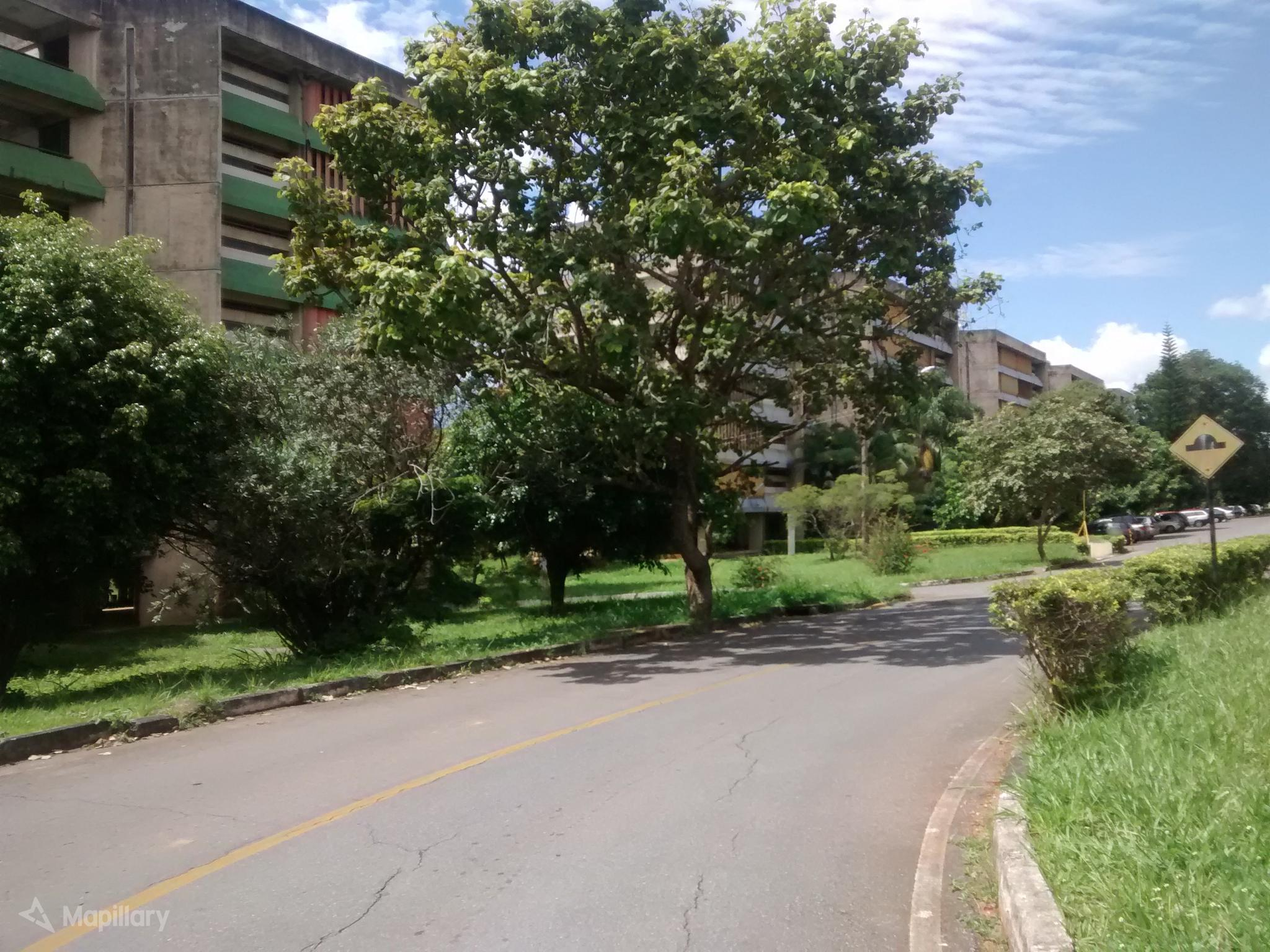
Imagem da Colina, no ano de 2015

Renato Russo, o "guru" da turma da Colina, um dos criadores da extinta banda Aborto Elétrico e, mais tarde, fundador da Legião Urbana

Turma da Colina foi um grupo de jovens brasileiros que se reuniam em uma área habitacional da Universidade de Brasília (UnB) apelidada de Colina para se divertir e ouvir rock. Dessa turma faziam parte diversos nomes que se tornariam famosos e formariam bandas que despontariam no cenário nacional como Legião Urbana, Capital Inicial e Plebe Rude. É considerado um dos primeiros movimentos culturais de Brasília.

## Contexto
Entre o final da década de 1970 e o começo da década de 1980, um grupo de jovens, entediados com a cidade, passa a se reunir na Colina — um conjunto de prédios habitacionais na Universidade de Brasília onde moravam os professores. Nessa turma estavam figuras como Renato Russo, Fê Lemos e Flávio Lemos, André Pretorius, Philippe Seabra, entre outros. Esses jovens eram nada menos que o futuro do rock brasileiro.
Foi nesse contexto que o punk foi, literalmente, apresentado para aqueles jovens. Por volta de 1978, entrou para a turma André Pretorius, filho do embaixador da África do Sul, que trazia consigo uma vasta bagagem cultural e política. André trouxe, de uma de suas viagens à Europa, vários discos de punk rock daquele período. Como naquela época o material era muito difícil de ser achado, virou logo referência da turma que tinha como "guru" Renato Russo.[carece de fontes?]
André foi, além de tudo, um dos primeiros parceiros musicais de Renato Russo. Em 1978 André, Renato, Fê e Flavio lemos, criaram o Aborto Elétrico, banda que revolucionou o rock brasileiro. Além do Aborto Elétrico, que se desmembrou gerando a Legião Urbana e Capital Inicial, desses encontros surgiram também a Plebe Rude e a XXX.[carece de fontes?]

## Representações culturais
O documentário Rock Brasília – Era de Ouro, de 2011, feito por Vladimir Carvalho, mostra os membros da Turma da Colina e fala sobre o período de formação e os acontecimentos desde então. O trabalho ganhou o prêmio de Melhor Documentário no Festival Paulínia de Cinema de 2011. Outro filme, Somos Tão Jovens, de 2013, retrata momentos da vida de Renato Russo, entre eles a fase da Turma da Colina.
Também em 2011 foi lançado o livro O Diário da Turma 1979-1986: A História do Rock de Brasília, do jornalista Paulo Marchetti.